# A6 (Frankrijk)
Autoroute 6 (A6), vaak ook Autoroute du Sud of Autoroute du Soleil genoemd is een Franse autosnelweg in het midden van Frankrijk die de steden Parijs en Lyon met elkaar verbindt. In Parijs bestaat de A6 uit 2 delen, namelijk de westelijke A6a en de oostelijke A6b. Verderop komen deze samen, en heten ze A6.
De Europese wegen E15, de E60 en E21 lopen deels mee met de snelweg.
De weg is tussen 1960 en 1971 in delen aangelegd. Het eerste gedeelte was tussen Parijs en Le Coudray-Montceaux en was 34 km lang.

## Afbouw stedelijke snelweg door Lyon
Sinds 2017 is de stedelijke passage door Lyon officieel geen autosnelweg meer, en dat stuk is in 2020 hernoemd naar M6. Sinds januari 2024 is het Franse milieuvignet Crit'Air daar verplicht. Sindsdien is voor doorgaand snelwegverkeer de A46, de grote oostelijke ring rond Lyon, de verbinding met het zuiden.